# Liste der Bodendenkmale in Fehrbellin
Die Liste der Bodendenkmale in Fehrbellin enthält alle Bodendenkmale der brandenburgischen Gemeinde Fehrbellin und ihrer Ortsteile auf der Grundlage der Landesdenkmalliste vom 31. Dezember 2020.
Die Baudenkmale sind in der Liste der Baudenkmale in Fehrbellin aufgeführt.
| Gemarkung         | Flur       | Kurzansprache | Bodendenkmalnummer | Bemerkung | Bild |
| ----------------- | ---------- | --- | ------------------ | --------- | ---- |
| Brunne (Lage)     | 3          | Burgwall slawisches Mittelalter                                                                                       | 50762              |           |      |
| Fehrbellin (Lage) | 3, 4       | Grab deutsches Mittelalter, Siedlung Eisenzeit, Altstadt Neuzeit, Altstadt deutsches Mittelalter, Siedlung Bronzezeit | 100267             |           |      |
| Fehrbellin (Lage) | 4          | Dorfkern Neuzeit | 100268             |           |      |
| Langen (Lage)     | 1, 2       | Dorfkern deutsches Mittelalter, Dorfkern Neuzeit, Siedlung Urgeschichte                                               | 100004             |           |      |
| Manker (Lage)     | 1          | Dorfkern deutsches Mittelalter, Dorfkern Neuzeit, Siedlung slawisches Mittelalter, Siedlung Urgeschichte              | 100010             |           |      |
| Manker (Lage)     | 1          | Siedlung Urgeschichte, Siedlung Steinzeit                                                                             | 100011             |           |      |
| Protzen (Lage)    | 1, 2, 3, 4 | Dorfkern Neuzeit, Dorfkern Mittelalter, Siedlung Urgeschichte                                                         | 100001             |           |      |
| Protzen (Lage)    | 3          | Siedlung slawisches Mittelalter, Siedlung römische Kaiserzeit, Einzelfund Neolithikum                                 | 100009             |           |      |
| Walchow (Lage)    | 1, 2       | Dorfkern deutsches Mittelalter, Dorfkern Neuzeit, Siedlung Urgeschichte                                               | 100005             |           |      |
| Walchow (Lage)    | 2          | Siedlung slawisches Mittelalter                                                                                       | 100006             |           |      |
| Walchow (Lage)    | 1          | Siedlung Urgeschichte                                                                                                 | 100007             |           |      |
| Walchow (Lage)    | 2          | Siedlung Steinzeit, Siedlung slawisches Mittelalter                                                                   | 100008             |           |      |